# マハーラージャ

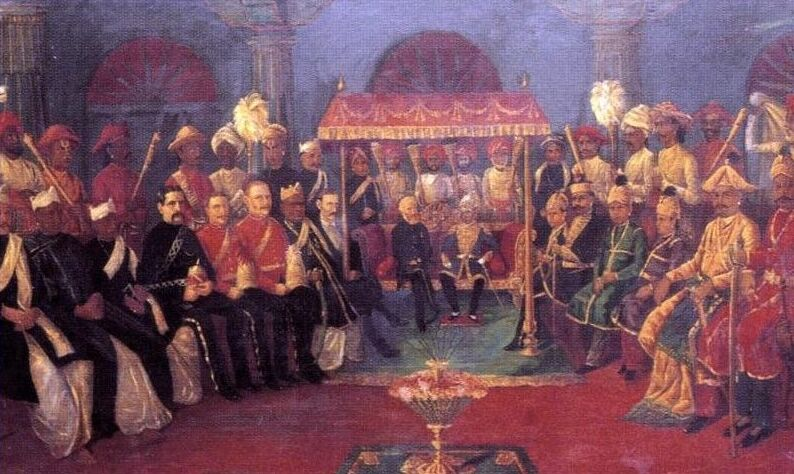
プドゥッコーッタイ藩王国のマハーラージャのダルバール（宮廷）、イギリス人の役人の姿も見える。

マハーラージャあるいはマハーラージャー（サンスクリット: महाराज、Mahārāja、Maharajah）は、「偉大な王」、「高位の王」を意味するサンスクリット語の称号。
女性形はマハーラーニー（Mahārājñī、Maharanee）で、マハーラージャの妻、ないし、女性が君主となる習慣がある地域では自らがマハーラージャに相当する地位にある女性、を意味する。マハーラージャの未亡人はラージマータ（Rajmata：王太后に相当）と呼ばれる。
「マハーラージ (Maharaj)」という言葉は、高貴な職位、ないし、宗教上の職位を意味するが、ヒンディー語では接尾辞「a」が黙字となるため、このふたつの言葉はほぼ同じ発音になる。
日本語では「マハラジャ」とも音写され、特に派生的な用例ではこの表記が一般的であるが、学術書などでは長音を考慮して「マハーラージャ」と表記されることが多い。

## 語源
「マハーラージャ」という言葉は、サンスクリット語に由来する同格限定複合語 (a compound karmadharaya term) であり、マハーント（mahānt ＝偉大な）と、ラージャン（rājan ＝王）から成り立っている。ラテン語にも同根語がそれぞれあり、（対格の）magnum (「偉大な」) と rēgem (「王」) がそれにあたる。サンスクリット語は、インドを始めアジアのほとんどの言語に影響を与えており、「マハーラージャ」という言葉はヒンディー語、マラーティー語、ラージャスターン語、マールヴィー語、テルグ語、オリヤー語、パンジャービー語、ベンガル語、グジャラート語など様々なインドの言語において、この言葉は語彙の一部になっている。サンスクリット語の称号としてのマハーラージャは、本来は相当に大きな領域を統治する王だけを指しており、その下には下位の小さな属領を統治する王たちがいた。中世以降になると、小規模な王たちも、自分たちは古のマハーラージャの末裔であると称し、自らマハーラージャの称号を用いるようになった。

## インド亜大陸

マハーラージャ
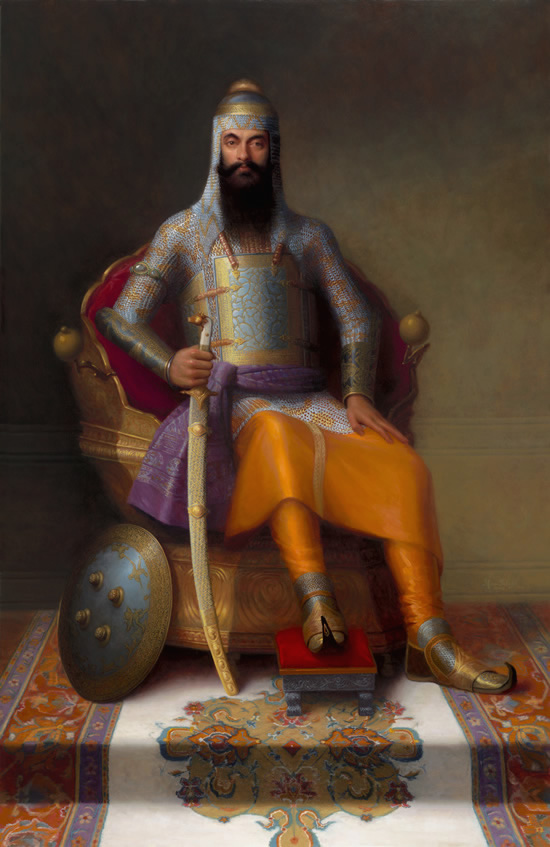
シク王国を建てたマハーラージャ・ ランジート・シング。
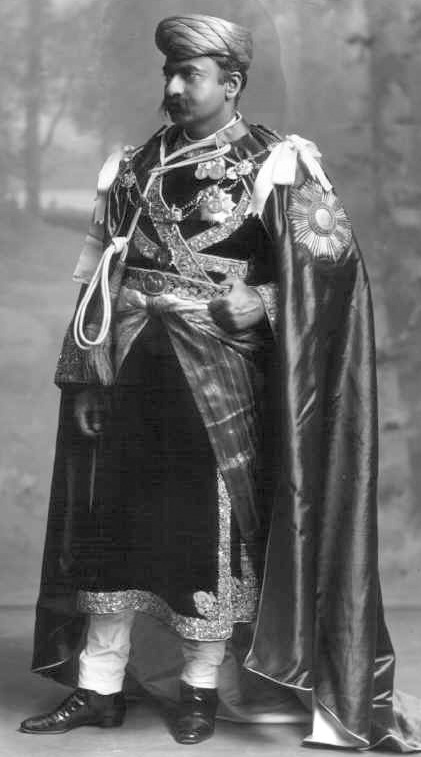
ゴンダル (en) のマハーラージャ・バグワット・シング (en)。
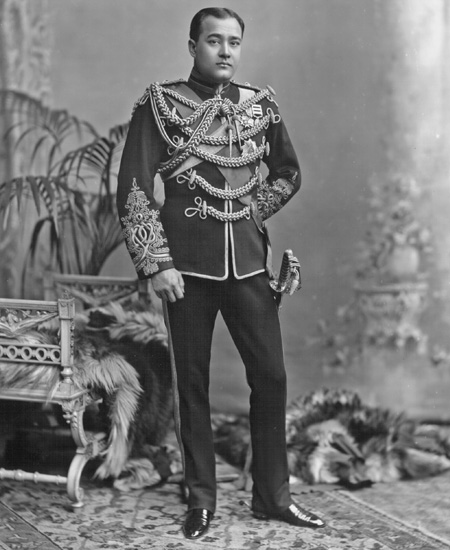
コーチ朝 (Koch dynasty) のマハーラージャ・ヌリペーンドラ・ナーラーヤン (en)。
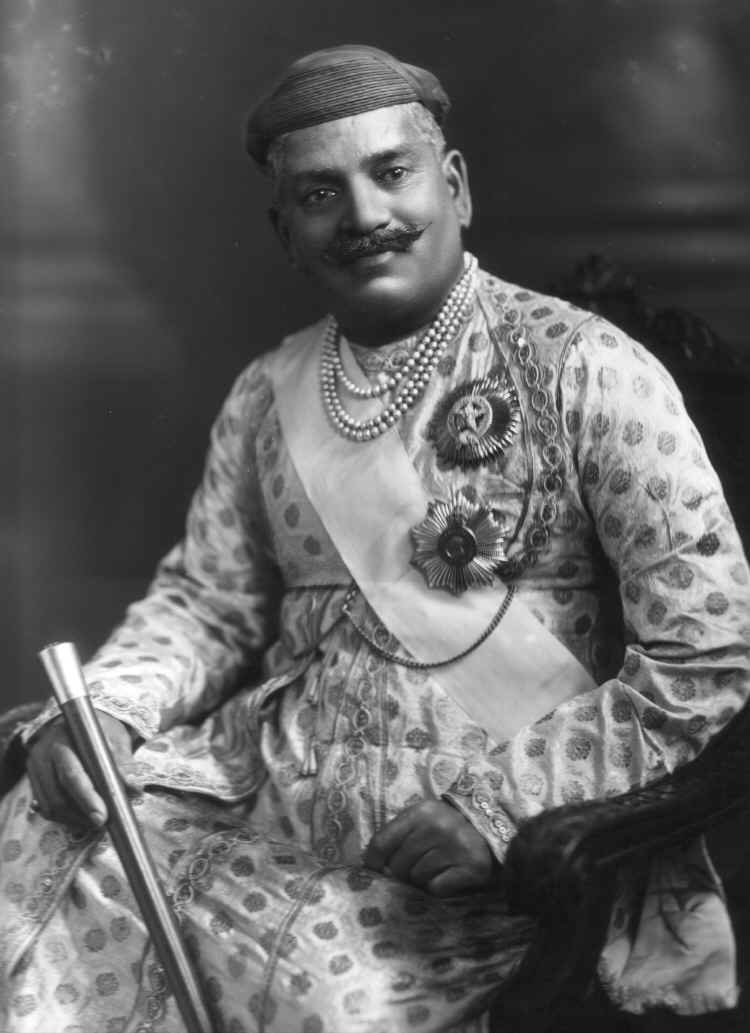
バローダのマハーラージャ・サーヤージー・ラーオ・ガーイクワード3世 (en)。

### 統治者の称号としてのマハーラージャ
今日のインド、パキスタン、バングラデシュを含むイギリス領インド帝国には、イギリスからの独立直前の1947年の時点で、600以上の藩王国が存在し、それぞれに統治者がいて、統治者がヒンドゥー教徒の場合はラージャ (Raja) ないしタークル (Thakur)、イスラーム教徒の場合はナワーブ (Nawab) と称されており、その他にもさほど一般的ではない様々な称号が用いられていた。
イギリスは、インドの3分の2ほどを直接統治していたが、残りの地域はこうした様々な称号で呼ばれた小君主たちの間接統治に委ね、駐在官 (Resident) などをそれぞれの宮廷に派遣して影響力を行使した。
マハーラージャは、文字通りには「偉大な王」「大王」と訳されるが、単に「王」と理解しても誤りではない。本当の意味で強力で豊かな国を統治し「偉大な」君主と目される王がごく少数はいるとしても、他の藩王国の中には、いくつかの町や村があるだけの小さなものもあった。一方でマハーラージャは、現代インドにおける用法では皇帝を意味することもある言葉である。
マハーラージャという言葉は、イギリスによるインドの植民地化が進行する以前には、さほど一般的な用語ではなかったが、植民地化が進んで以降は、多数のラージャたちをはじめとするヒンドゥー教系の支配者たちが、小さな藩王国を統治しているだけであるにもかかわらず、自らマハーラージャと称するようになり、さらには、第一次世界大戦や第二次世界大戦に従軍した者たちの例のように、君主とは無関係な者が何らかの理由でこう呼ばれることもあった。20世紀に入ってから、新たにマハーラージャを名乗るようになったラージャも、コーチン王国（Kingdom of Cochin：現在のコーチ）のマハーラージャと、カプルターラー (Kapurthala) の伝説的なマハーラージャ・ジャガトジート・シング (Jagatjit Singh) の2例があった。
- マハーラージャの変種としては、「マハーラーナー (Maharana)」（ウダイプル）、「マハーラーワル (Maharawal)」（ドゥンガルプル (Dungarpur) / ジャイサルメール）、「マハーラワット (Maharawat)」（プラタープガル (Pratapgarh)）、「マハーラーオ (Maharao)」（コーター、ブーンディー (Bundi)、「マハーラーオル (Maharaol)」（デーヴァガド (Devgadh)）など、「偉大な」を意味する「マハー」に、「王」を意味するラージャ以外の言葉を付けて「偉大な王」という意味にした同義語がいろいろある。
- 時間の経過や、異なる地域への伝播などによって、綴り字にも変化がいろいろある。「マフラージ (Mahraj)」、「マラージ (Maraj)」と短縮されることおあるが、広く見られる異綴りは「マハーラージャー ('Maharajah)」、「マハーラージ (Maharaj)」である。
- マハーラージャは「偉大な王 (Great King)」を意味する他の多くの表現とは異なり、より強調した表現である「ラージャーディラージャ (Rajadhiraja)」（諸王の王）や「マハーラージャーディラージャ (Maharajadhiraja)」も含め、すぐに称号の価値がインフレーションを起こしてしまい、皇帝の地位を意味する表現とはならなかった（ただし、北インドを支配したクシャーナ朝ではイランのシャーハンシャー相当の称号としてマハーラージャディラージャの称号が使われた）。ヒンディー語で皇帝を意味する表現は、サムラート (Samraat)、ないしその変形のサムラージ (Samraj)、サムラージャ (Samraja) だけであり、この称号を用いる地位にまで達したのは古代のマウリヤ朝やグプタ朝など、限られた一部の統治者たちだけであった。イスラーム教で皇帝にあたる表現はパードシャーといい、ムガル帝国ではこの表現が用いられた。

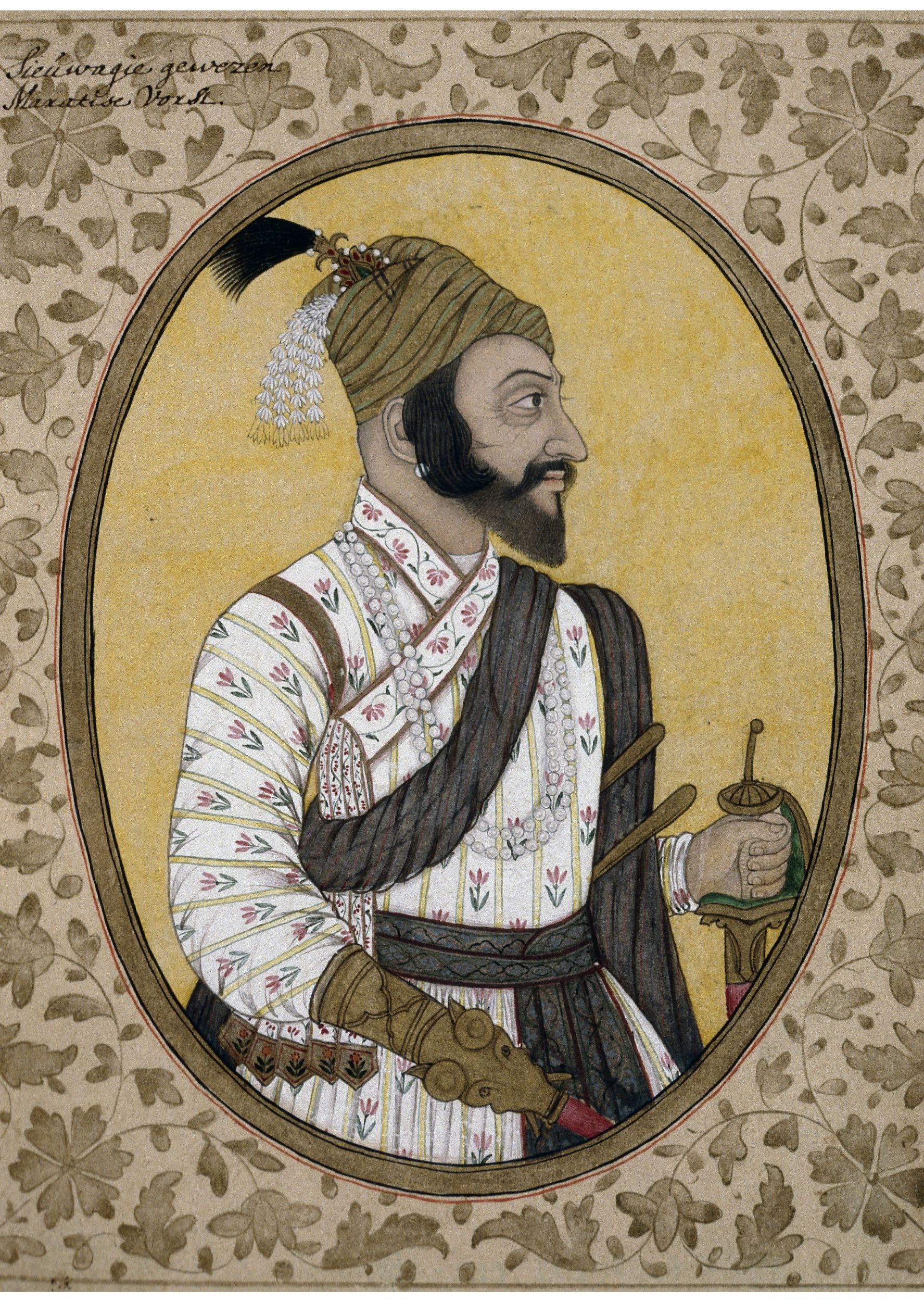
シヴァージー (Kshatriya Kulavantas Sinhasanadheeshwar Maharajadhiraj Chhatrapati Shivaji Raje Bhosale) は、マラーター王であったが、マハーラジャの称号を排してチャトラパティ (Chatrapati) と称し、マラーター王国（マラーター同盟を創建して君主となった。

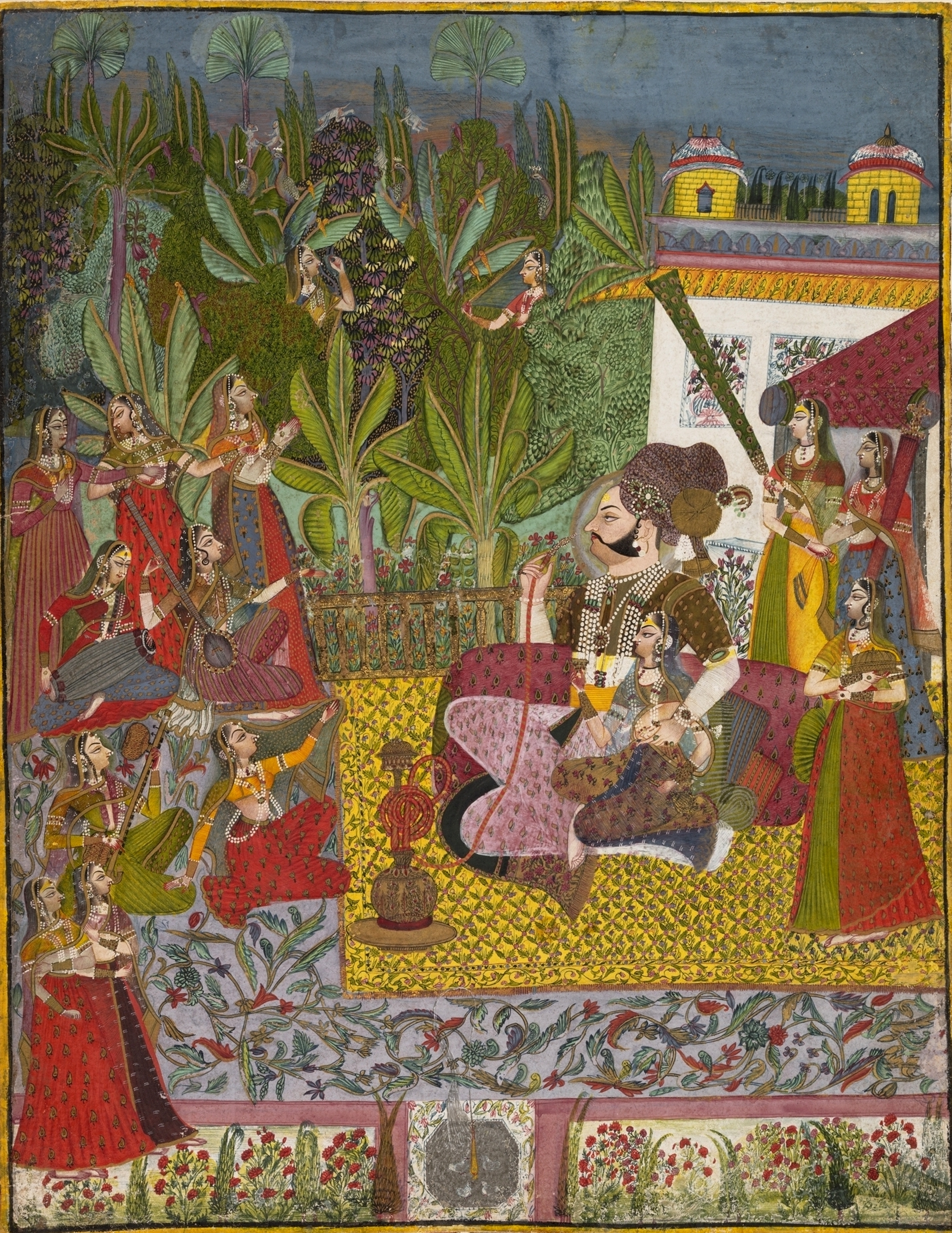
自らのハーレムで過ごすマハーラージャ・ヴィジャイ・シング。1770年ころ。

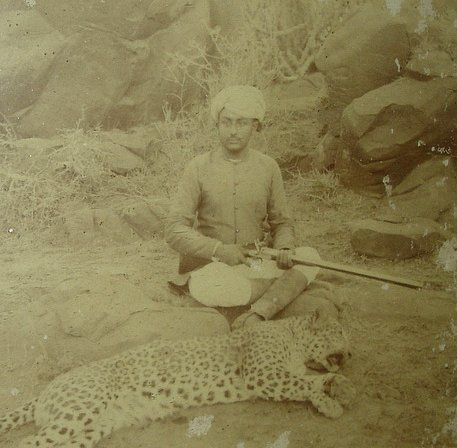
サー・ケーンガルジー3世 (Khengarji III)、サワーイー・バハードゥル、カッチ藩王国 (Rao of Kutch)、GCIE、KIH

### 複合的な王朝統治者の称号
- ダルマ・マハーラージャ (Dharma-maharaja) は、東ガンガ朝の統治者について、信仰心が篤いことを示す称号であった。

ムガル帝国では、様々な小君主たちに、それが世襲によるものか否かを問わず、様々な長々しい称号を与えて儀典上の階級を示すことがよくあった。その多くには、マハーラージャという語が盛り込まれており、次のような称号があった（上位から下位への順により列挙）。
- マハーラージャーディラージャ・バハードゥル (Maharajadhiraja Bahadur)、マハーラージャーディラージ・バハードゥル (Maharajadhiraj Bahadur) - 「諸王の上に立つ偉大な王」、名誉称号であり、マハーラージャーディラージより階級がひとつ高い。
- マハーラージャーディラージャ (Maharajadhiraja)、マハーラージャーディラージ (Maharajadhiraj) - 「諸王の上に立つ偉大な王」、名誉称号であり、サワーイー・マハーラージャ・バハードゥルより階級がひとつ高い。
- サワーイー・マハーラージャ・バハードゥル (Sawai Maharaja Bahadur) - 名誉称号であり、サワーイー・マハーラージャより階級がひとつ高い。「バハードゥル」は、モンゴル語で「勇敢な」を意味する言葉に由来し、「より上位」を意味する。また、「サワーイー」は「1と4分の1」が原義で、若干位が高いことを意味する。
- サワーイー・マハーラージャ (Sawai Maharaja) - 名誉称号であり、マハーラージャ・バハードゥルより階級がひとつ高い。
- マハーラージャ・バハードゥル (Maharaja Bahadur) - 名誉称号であり、マハーラージャより階級がひとつ高い。

さらに、他の称号と結びつけた様々な複合的な称号が、存在した。
- マハーラージャ・チャトラパティ (Maharaja Chatrapati) - マラーター同盟の中心であったマラーター王国（サーターラー）の統治者。
- ジャーラーワルのマハーラージ・ラーナー殿下 (H.H. the Maharaj Rana of Jhalawar)
- マハーラージャ・イ・ラージャン (Maharaja-i-Rajgan) -  「諸王の上に立つ偉大な王」
- マハーラージャ・セーナー・サービブ・スバー (Maharaja Sena Sahib Subah) - マラーター同盟のひとつナーグプルの統治者。
- マハーラージャ・バーブー (Maharaj Babu) - チッタゴン南部のハザーリー・エステート(Hazari Estate) の主人の称号。「父」を意味するバーブーは、マハーラージャに対する臣下の敬意と愛情から付加されたもの。
- 「サーヒブ」を含む称号については、en:Sahib を参照。

一部のヒンドゥー系の王朝においては、独特な発達を遂げた用例も見られ、バローダ藩王国 (Baroda State) のガーイクワード家 (Maharaja Gaikwar)、グワーリオール藩王国 (Gwalior State) の シンディア家 (Maharaja Scindia)、インドール藩王国のホールカル家 (Maharaja Holkar) は、マラーター帝国（マラーター同盟）において王権の下で最も高い地位を占めた者たちであり、必ずしも君主であったわけではない。

### 君主以外の貴族の称号、栄誉としての称号
「ラージャ」など、他の多くの称号の場合と同様に、「マハーラージャ」も君主ではない貴族たちに称号として与えられることがあり、ザミーンダール（zamindar：徴税請負人である大地主）階級などがその対象となった。
- ラームバグラーオン  (Lambagraon) のあるラージャは、ヒマーチャル・プラデーシュのジャギール (Jagir) として植民地軍の軍務に就き、世襲されない一代称号としてカーングラ＝ラームバグラーオンのマハーラージャ (Maharaja of Kangra-Lambagraon) の称号と、11発の礼砲を受ける待遇を与えられたが、いずれもその後継者には相続されなかった。
- イスラーム系であったニザーム王国では、実際には領地を所有していない廷臣たちにも、イギリスにおける貴族の称号を同じように、称号を与える仕組みがあり、最も高位のヒンドゥー貴族はマハーラージャ・バハードゥルやマハーラージャと称され、その下にヴァント (Vant)、ラージャ・ラーイ・イ・ラーヤーン・バハードゥル (Raja Rai-i-Rayan Bahadur)、ラージャ・ラーイ・バハードゥル (Raja Rai Bahadur)、ラージャ・バハードゥル (Raja Bahadur)、ラージャ (Raja) と続き、最下位がラーイ (Rai) とされた。イスラーム貴族にはこれとは異なる称号が与えられ、最高位はジャー (Jah) とウマラー (Umara) で、例えばディーワーン（Diwan：宰相を務めたマハーラージャ・サー・キシェン・ペルシャード (Maharaja Sir Kishen Pershad) は、この称号を得ていた。
- マハーリシ・マヘーシュ・ヨーギーは、2000年に地球的世界平和の国 (Global Country of World Peace) を創設し、その統治者として、トニー・ネイダー (Tony Nader) を任命し、ネイダーは「Maharaja Adhiraj Rajaraam」と称されるようになった。

### 君主の血統を引く者についての派生語
マハーラージ・クマール (Maharaj Kumar)、ないし、マハーラージクマール (Maharajkumar) は、マハーラージャの息子という意味であり、女性形は、マハーラージャの娘を意味する、マハーラージクマーリー (Maharajkumari) あるいはマハーラージ・クマーリー (Maharaj Kumari) となる。

## マレー圏の東南アジア

### インドネシア
現在のインドネシアにかつて位置していた諸国は、ヒンドゥー教か仏教が優勢な時代に起源を持っていたため、シュリーヴィジャヤ王国、マジャパヒト王国、クタイ・カルタ・ネガラ王国 (Kutai Karta Negara) など、マハーラージャによって統治されていた国々もあった。イスラーム化が進んで以降も、例えば、ジャワ島で最初にスルターンを名乗ったパンゲラン・ラトゥ (Pangeran Ratu) の後継者など、君主以外の王族は伝統的な称号を使い続けることがあった。
イングランド人のジェームズ・ブルック大尉は、ブルネイのスルターンによって「ラージャ・ブルック」として藩王の地位を認められた。この「ラージャ」は、「マハーラージャ」に由来するものである。ブルックはサラワクの女性と結婚し、ブルネイのスルターンに対するサラワクの反乱を平定した。これを受けてブルネイのスルターンはブルックをラージャとしたが、それはトーマス・スタンフォード・ラッフルズがジャワの統治に当たっていた時期のことであった。

### マレーシア
マレー半島において：
- ジョホール王国は、1873年から1885年まで、君主の称号としてマハーラージャを用いた。しかし、アラビア語のイスラーム教系の称号であるスルターンの方が、しばしばより上位の呼称と了解されることもあり、結局スルターンが復活して、現代まで称号として継承されている。
- パハン王国（1623年 – 1853年：ジョホール王国に統合され、ベンダハラ家の所領となった）の統治者の称号は、1882年8月6日に当代の当主トゥアンク・アフマド・アル＝ムアッザム・シャー・イブン・アル＝マルフム・トゥン・アリー (Tuanku Ahmad al-Muadzam Shah ibni al-Marhum Tun Ali) がスルターンの称号を受けるまで、ベンダハラ・セリ・マハーラージャ (Bendahara Seri Maharaja) といった。

ボルネオ島北部においては、サバのマハーラージャにしてガヤおよびサンダカンのラージャ (Maharajah of Sabah and Rajah of Gaya and Sandakan)  という称号を、1877年12月29日から1881年8月26日までイギリス人のアルフレッド・デント (Alfred Dent) が名乗った（ホワイト・ラージャ (White Rajah) とは異なるので注意）。
現代マレー語の用法では、「マハーラージャ (Maharaja)」は「皇帝」を意味し、例えば日本の天皇は「Maharaja Jepun」（日本のマハーラージャ）と表現される。

### フィリピン
フィリピンのスールー諸島では、シュリーヴィジャヤ王国やマジャパヒト王国の勢力が衰えた後、様々な小さい地域の統治者の称号として「マハーラージャ (maharaja、maharajah)」が用いられた。フィリピンの各地にはかつてシュリーヴィジャヤ王国やマジャパヒト王国の支配下で地域の統治者としてマハーラージャとなった者が、その後も統治を行なった可能性がある。
1425年ころから1450年にかけて、スールーにはスルターンの国が建てられたが、このスールーのスルターンはマハーラージャという称号も用いており、1520年から1548年にかけての統治者はスールー・スルターン・マハーラージャ・ウポ (Sulu Sultan Maharaja Upo) とも名乗った（別名 Sultan Shar ul-uddin Digmin、Mu'izz Ul-mutawad'in）。